# Diem (criptovaluta)
Diem è una criptovaluta e un sistema di pagamento mondiale creato nel 2019 dall'azienda Facebook. Il progetto, la valuta e le transazioni sono gestiti e crittografati dalla Libra Association.
A partire dal luglio 2019 è stato pubblicato il codice sorgente della valuta, con il lancio previsto per il 2020. Da quel momento diventa Diem anziché Libra. Diem potrà essere utilizzata sia per lo scambio di valore peer-to-peer sia per transazioni e acquisti online.
La criptovaluta ha ricevuto numerose critiche da parte dei capi di stato e dei ministri delle finanze del G7.